# Municipio de Quetzaltenango
Municipio de Quetzaltenango är en kommun i Guatemala.   Den ligger i departementet Departamento de Quetzaltenango, i den sydvästra delen av landet, 110 km väster om huvudstaden Guatemala City.